# Ірдана-бій
Ірдана-бій (1720–1764) — 4-й правитель Кокандського ханства у 1751—1752 і 1753—1762 роках.

## Життєпис
Походив з династії мінгів. Син Абдурахим-бія. Народився 1720 року в Коканді. 1750 року після смерті свого стрийка Абдукарим-бія повстав проти стриєчного брата Абдурахман-бія. Запекла боротьба тривала протягом 10 місяців, поки Ірдана не завдав рішучої поразки супернику в битві біля фортеці Ісфараїн. За цим наказав вбити Абдукарим-бія разом з усією його родиною.
Мусив приборкувати вождів інших племен. 1752 року повалений братом Баба-бієм. Втік до Бухарського ханства. Звідти 1753 року з новим військом повалив брата. Невдовзі уклав військовий союз з аталиком Мухаммад-Рахім-бієм, фактичним правителем Бухари, з яким виступив проти узбецького племені юз, що володіло Худжандом. Це місто мало важливе стратегічне становище біля входу в Ферганську долину із заходу. 1754 року спільно з бухарцями атакував Фазілбія з племені юз, правителя Ура-Тюбе, але внаслідок втручання Мухаммад Амін-бія, правителя Гісару, Ірдана-бій зазнав тяжкої поразки. В наступні роки Худжанд декілька разів захоплювався і втрачався кокандським володарем. Лише у 1758 році Ірдана-бій здолав суперників, захопивши Худжанд і Ура-Тюбе.
У 1759 році цінський генерал Чао Хоей, який переслідував джунглі, відправив загін солдатів, щоб підкорити киргизів. Ірдана-бій номінально визнав зверхність імперії Цін. У 1762 році вдерся до бекства Уш, яка належала Адзі-бію, але цінський намісник К'єн Лун завадив цьому. Після цього створив антицинську коаліцію з узбецьких беків й киргизьких біїв, до складу якої увійшов Ахмед-шах, володар Дуррунійської імперії. Завдяки цьому 1763 року було відбито вторгнення цінських військ.
Помер Ірдана-бій 1764 року. Йому спадкував Сулейман-бій, але його було швидко повалено. Таку ж долю мав Шахрух-бій III, якого у1764 році повалив Нарбут-бій.